# ایرج رحیم‌زاده
ایرج رحیم‌زاده یک تهیه‌کننده فیلم اهل ایران بود که بین سال‌های ۱۳۵۲ تا ۱۳۵۷ خورشیدی فعالیت می‌کرد.

## فیلمشناسی
1. سرنوشت‌سازان (۱۳۵۷)
2. کوچ (۱۳۵۶)
3. پسرک (۱۳۵۵)
4. کلک نزن خوشگله (۱۳۵۵)
5. شبگرد (۱۳۵۴)
6. مرد ناآرام (۱۳۵۴)
7. آقا رضای گل (۱۳۵۳)
8. دکتر و رقاصه (۱۳۵۳)
9. مسافر (۱۳۵۳)
10. اکبر دیلماج (۱۳۵۲)